# Стабија
Стабиа (лат. Stabiae), мали град који лежи у Кампанији. Године 89. п. н. е. град је уништен у рату, а 79. године је зajeднo са Помпејом и Херкуланеумом (данас Кастеламаре ди Стабија) затрпан приликом ерупције Везува.
Стабиа је најпознатија по римским вилама пронађеним у близини античког града које се сматрају неким од најлепших архитектонских и уметничких остатака римске културе. Они су највећа колекција одлично очуваних, огромних, елитних приморских вила познатих у римском свету. Виле су се налазиле на 50 м високом рту са погледом на Напуљски залив. Иако је откривена пре Помпеја 1749. године, за разлику од Помпеја и Херкуланеума, Стабија је поново затрпана до 1782. и тако није успела да се успостави као дестинација за путнике на Великој турнеји.
Многи предмети и фреске узети из ових вила сада се налазе у Националном археолошком музеју у Напуљу.

## Историја
Насеље у Стабији је настало још у 7. веку пре нове ере због повољне климе и његовог стратешког и комерцијалног значаја, што је евокативно документовано материјалима пронађеним у огромној некрополи откривеној 1957. на виа Мадона дела Грацие, која се налази између Грагнана и Санта Мариа ла. Карита. Некропола од преко 300 гробница са увезеном керамиком коринтског, етрурског, халкидског и атичког порекла јасно показује да је град имао велике комерцијалне контакте. Некропола, која покрива површину од 15.000 м2, коришћена је од 7. до краја 3. века пре нове ере и приказује сложене промене становништва са доласком нових народа, као што су Етрурци, који су отворили нове контакти.
Стабиа је имала малу луку која је до 6. века пре нове ере већ била засенчена много већом луком у Помпеји. Касније је постало Осканско насеље и изгледа да су Самнити касније преузели Оскански град у 5. веку.
Са доласком Самнита, град је претрпео нагло друштвено и економско успоравање у корист развоја оближњих Помпеја, што показује готово потпуно одсуство сахрањивања: међутим, када је утицај Самнита постао израженији средином 4. века пре нове ере Стабија је започеле спор опоравак, толико да је било потребно изградити две нове некрополе, једна је откривен 1932. у близини средњовековног замка, друга у Сканзану. На локалитету Привати подигнуто је светилиште, вероватно посвећено Атини.
Потом је постао део Нуцеријске федерације, усвојивши њену политичку и административну структуру и постао њена војна лука, иако је уживао мању аутономију од Помпеја, Херкуланеума и Сорента; 308. године п. н. е., после дуге опсаде, била је принуђена да се преда у самнитским ратовима против Римљана.
Најранији римски доказ су новчићи из Рима и Ебуса пронађени у светилишту Привати који датирају из 3. века пре нове ере које су вероватно донели трговци. Током пунских ратова Стабија је подржавала Рим против Картагињана са младићима из флоте Марка Клаудија Марцела, према Силију Италику.
Локација раног града Стабиа тек треба да се идентификује, али је то највероватније био утврђени град од извесног значаја због чињенице да када је сукоб са Римљанима достигао врхунац током грађанског рата (91–88. п. н. е.), Римљани су генерал Сула није једноставно заузео град 30. априла 89. п. н. е. већ га је уништио. Каже се да је његова локација ограничена клисуром Сканзано и потоком Сан Марко који је делимично еродирао његове зидове.
Римски период
Римски писац и адмирал Плиније Старији забележио је да је град обновљен након грађанских ратова и да је постао популарно одмаралиште за богате Римљане. Он је известио да постоји неколико хиљада луксузних вила изграђених дуж ивице ртова, од којих све уживају у панорамском погледу на залив. Виле које се данас могу посетити потичу из времена између уништења Стабије од стране Суле 89. п. н. е. и ерупције Везува 79. године.
Године 1759. Карл Вебер је идентификовао и описао део града у близини Виле Сан Марко који се протезао на око 45000 м2. Пронашао је пет поплочаних улица које се укрштају под правим углом, форум, храм на подијуму, фискултурну салу, таверне са аркадама, тротоаре и мале приватне куће.
У равници око Стабиае налазио се Агер Стабианус, земљиште којим је управљао град и пољопривредно подручје у којем је идентификовано око 60 вила: сеоских кућа које варирају од 400 до 800 м2, са којих је интензивна пољопривреда искористила плодност земљишта, а који је обухватао производњу и прераду пољопривредних производа пресама за вино и маслине, гумнима и магацинима, чиме су се власници богатили, с обзиром на терме и собе са фрескама у вилама.
Стабиае се етаблирао као луксузни стамбени центар, толико да је Цицерон написао у писму свом пријатељу Марку Марију Гратидијану: „Јер не сумњам да у тој вашој студији, из које сте отворили прозор у стабијске воде залива, и стекли поглед на Мисенум, провели сте јутарње сате тих дана у лаганом читању“
Феномен изградње луксузних вила дуж целе обале Напуљског залива у овом периоду био је такав да је Страбон писао: „Читав залив је прошивен градовима, зградама, плантажама, толико спојеним једни са другима, да се чини да су једна метропола.“

### Ерупција 79. године
62. године град је погодио силовит земљотрес који је захватио цео регион, наневши знатну штету на зградама и створивши потребу за рестаураторским радовима, који никада нису завршени.
Према извештају који је написао његов нећак, Плиније Старији је био на другој страни залива у Мизенуму када је почела ерупција 79. године. Превео је галију преко залива, делом да би пажљивије посматрао ерупцију, а делом да би спасио људе са обале у близини вулкана.
Плиније је умро у Стабији тих дана, вероватно током доласка шестог и највећег пирокластичног таласа ерупције изазваног колапсом ерупцијског облака. Веома разређена спољна ивица овог таласа достигла је Стабије и оставила два центиметра финог пепела на врху изузетно густог талога који је додатно штитио остатке испод њега.

### После ерупције
За разлику од Помпеја, ерупција није окончала људску активност пошто је око 40 година касније пут за Нуцерију поново изграђен, као што показује његова 11. прекретница пронађена са места катедрале. Такође, Публије Папиније Стације (око 45–96) је у песми тражио да му се жена придружи у ономе што је он назвао „Стабиас ренатас“ (Стабиае препорођена). И даље је био важан центар трговине пошто је околном пољопривредном подручју била потребна лука, а лука Стабиа је обновљена, док је она у Помпеји била уништена. У 2. веку некрополе створене су у Грота С.Биагио (испод Виле Арианна), Санта Мариа ла Карита и Пимонте.
Након кризе 3. века град је изгубио на значају. Између 3. и 4. века, као што показује откриће саркофага, били су први трагови хришћанске заједнице. У 5. веку формирана је епархија са првим епископима Орсом и Кателом. У 5. веку је био познат као центар бенедиктинског реда.

### Археологија
Археолошке остатке у Стабиае је првобитно открио 1749. Кавалиере Рокуе Јоакуин де Алцубиере, инжењер који је радио за краља Карла ВИИ од Напуља. Ове рушевине је делимично ископао Алкубијер уз помоћ Карла Вебера између 1749. и 1775. године. Вебер је први направио детаљне архитектонске цртеже и доставио их напуљском двору. Предложио је систематско откопавање зграда и њихово приказивање на лицу места, у њиховом контексту. Године 1759. Вебер је делимично идентификовао и описао део старог града који се простирао на површини од око 45000 м2.
Другу кампању ископавања до 1782. помогао је архитекта Франческо Ла Вега након Веберове смрти. Он је марљиво прикупљао сав претходни материјал да би реконструисао историју ископавања. Он је први пут увео нове концепте о контексту, наглашавајући директно посматрање античких грађевина у њиховом пејзажу или у њиховом историјском и археолошком комплексу. За седам година у Стабиае Ла Вега је наставио ископавања у неким вилама изграђеним на платоу Варанијум већ делимично ископаним, Вила дел Пасторе, Вила Ариана и Други комплекс и проширио истраживања на велики број вила. Међутим, није успео да убеди суд да ископане зграде задржи изложеним и избегне њихово засипање, па је ископавање Стабиае настављено уобичајеном техником копања и засипања.
Године 1950 када је Либеро Д'Орси, одушевљени аматер, изнео на видело неке просторије Виле Сан Марко и Виле Аријане уз помоћ мапа са Бурбонских ископавања, као и Вилу Петраро, пронађену 1957., али је затим поново затрпане након неколико година проучавања.Такође је пронашао делове стамбеног дела града око 300 м од Виле Сан Марко укључујући остатке кућа, продавница, делове мацелума до којих су се приближавали путеви из луке. 
Неке од најважнијих фресака су одвојене да би се омогућила боља конзервација, а скоро 9000 прикупљених налаза је смештено локално. Његов рад је коначно престао 1962. због недостатка средстава.
Локалитет је проглашен за археолошки заштићено подручје 1957. године.
Године 1980. силовит земљотрес у Ирпинији нанео је огромну штету вилама и уништио део колонаде горњег перистила Виле Сан Марко. То је изазвало затварање ископавања за јавност. Ипак, 1981. године пронађен је део дворишта Виле Аријане у којем су се налазила два пољопривредна вагона, од којих је један рестауриран и стављен на увид јавности. У остатку осамдесетих и деведесетих година вођени су само радови на одржавању и рестаурацији, осим неколико важних догађаја, као што је откривање подконструкције у Вили Аријана 1994. године и Гимназије 1997. године.
Година 2006. након чишћења брда Варано, на увид су изнете собе које су припадале вили Антероса и Херакла, коју су већ открили Бурбони 1749. године, али поново затрпане и изгубљене. У јулу је РАС открио горњи перистил Виле Сан Марко, а у њеном југоисточном углу је такође пронађен и први људски скелет Стабие, вероватно бегунца који је пао као жртва падајућих крхотина.
Године 2008. поново су истражене Вила Сан Марко и Вила Аријана иу првом делу су откривене три кубикуле иза перистила и два нужника и башта су изнети на увид, док су у другом делу великог перистила који је гледао директно на море.
У 2009. нова ископавања открила су римски пут који се протезао дуж северног периметра Виле Сан Марко. То је поплочани пут који је повезивао град Стабиа са морском обалом испод: преко ове артерије је капија града, а дуж зидова је безброј графита и малих цртежа у угљену. Са друге стране пута откривено је купалиште нове виле, делимично истражено у ери Бурбона. Римски пут је такође водио до улаза у дом који је припадао "Агеру стабианус". У мају 2010. откривена је вила која датира из првог века током радова на проширењу железничке пруге, на прузи Торе Анунцијата-Соренто, између станица Понте Персика и Пиопаино.
Од 2011. до 2014. године, Универзитет Колумбија и Х2ЦУ (Центро Интеруниверситарио пер ла Формазионе Интерназионале) су вршили ископавања у Вили Сан Марко, истражујући је као римску елитну структуру и историју локације пре 79. године нове ере.
Током ископавања 2019. на Пиаза Унита д'Италиа откривене су Августова или Јулио-Клаудијева зграда и зграда из 4. века.